# No Place to Be
No Place to Be é o quarto álbum do cantor de reggae Matisyahu.

## Faixas
1. "Jerusalem (Out of Darkness Comes Light)" - 3:09
2. "Chop 'em Down" - 3:45
3. "Warrior" - 4:41
4. "Message in a Bottle" - 3:56
5. "Jerusalem (Swisha House Mix)" - 5:42
6. "Youth (Small Stars Remix)" - 4:33
7. "Message in a Bottle (Dub Version)" - 4:46